# ميان طفيل محمد
ميان طفيل محمد (بالأردية: میاں طفيل محمد)، (أبريل 1914 - 25 يونيو 2009) هو زعيم ديني باكستاني ومحامي وعالم عقيدة إسلامية وأمين عام سابق وأميرًا للرابطة الإسلامية الباكستانية.

## نشأته
ولد في كابورتالا بإقليم البنجاب بالهند البريطانية، حصل على تعليمه وشهاداته الجامعية في لاهور، وهو يحمل شهادات جامعية في الفيزياء والرياضيات والقانون. أصبح عضوًا فاعلا في الرابطة الإسلامية الهندية، وكان يعمل عن كثب مع أبو الأعلى المودودي.

## نشاطه السياسي
خلال عهد الرئيس الباكستاني محمد أيوب خان (1958 – 1969)، حوكم تسعة من قادة الأحزاب السياسية بتهمة التمرد ومحاولة قلب نظام الحكم، وكان ميان طفيل أحد التسعة، واستمرت المحاكمة عامين، وفي نهاية المطاف سحبت الحكومة القضية القضائية لعدم كفاية الأدلة. وفي عام 1965، شُكِلَت المعارضة المشتركة ضد أيوب خان، وكان ميان طفيل واحدًا من قياداتها، حيث قام ميان طفيل بجولة في كل من شرق باكستان وباكستان الغربية لخلق وعي جماهيري ودعم المعارضة الشعبية.
شارك طفيل في تأسيس الرابطة الإسلامية الباكستانية، وعمل أمينًا عامًا للجماعة أيام المودودي، ثم حل محله عام 1972م أميرًا للجماعة، وأعيد انتخابه مرة أخرى عام 1977م، واستمر في منصبه حتى عام 1987م. دخل السجن مع المودودي وشارك في العديد من المؤتمرات واللقاءات داخل باكستان وخارجها.

## مؤلفاته
شارك ميان طفيل محمد في تأليف عدد من الكتب مع أبو الأعلى المودودي وأمين أحسن إصلاحي منها:
- كشف المحجوب: (باللغة الأردية).[3]
- الدعوة الإسلامية ومطالبها (الأردية).[3]

## وفاته
في 7 يونيو 2009 أصيب بنزيف في المخ، ونُقل إلى مستشفى الشيخ زايد في لاهور، وظل في غيبوبة لأكثر من أسبوعين، وتوفي في 25 يونيو 2009 عن عمر يناهز 95 عامًا.